# Peixe
Pour les articles homonymes, voir Peixe (homonymie).
Peixe (signifiant « poisson » en portugais) est une localité brésilienne de l'État du Tocantins. Elle est située dans le sud de l'État le long du fleuve de même nom, à une altitude de 240 mètres. Sa population en 2007 était de 8 750 habitants.
La construction d'un grand barrage sur le Rio Tocantins y a débuté en 2002 et devait s'achever en 2006. C'est le barrage dit de Peixe Angelical.

## Maires
| Période | Période | Identité                     | Étiquette | Qualité |
| ------- | ------- | ---------------------------- | --------- | ------- |
| 2004    | 2008    | Pedro Paulo Silva Cavalcante | PMDB      |         |
| 2008    | 2012    | Neila Pereira dos Santos     | PSDB      |         |